# Willie Fa'ataualofa
Willie Fa'ataualofa (24 ottobre 1983) è un calciatore samoano americano, di ruolo difensore.